# Maladera infuscata
Maladera infuscata är en skalbaggsart som beskrevs av Moser 1915. Maladera infuscata ingår i släktet Maladera och familjen Melolonthidae. Inga underarter finns listade i Catalogue of Life.